# Фоменко, Анжела Ивановна
Анжела Ивановна Фоменко (род. 25 декабря 1993, Владикавказ) — российская спортсменка, призёр чемпионатов России по вольной борьбе, мастер спорта России. Член сборной команды страны с 2016 года. Живёт в Москве.

## Спортивные результаты
- Чемпионат Европы по борьбе среди кадетов 2010 года — ;
- Чемпионат России по женской борьбе 2012 года — ;
- Первенство России среди юниоров 2013 года — ;
- Кубок России по борьбе 2015 года — ;
- Первенство Европы по борьбе среди молодёжи 2016 года — ;
- Межконтинентальный Кубок Алроса 2016 года — ;
- Чемпионат России по женской борьбе 2017 года — ;
- Чемпионат России по женской борьбе 2018 года — ;
- Чемпионат России по женской борьбе 2019 года — ;
- Чемпионат России по женской борьбе 2020 года — ;
- Чемпионат России по женской борьбе 2021 года — ;
- Чемпионат России по женской борьбе 2022 года — ;